# Prodasineura peramoena
Prodasineura peramoena – gatunek ważki z rodziny pióronogowatych (Platycnemididae). Endemit Borneo; stwierdzony w Brunei i stanie Sarawak.